# Jerry Cornelius
Jerry Cornelius ist der chamäleonhafte Antiheld mehrerer SF-Pop-Art-Romane des britischen SF- und Fantasy Autors Michael Moorcock.
Der androgyne Dandy Cornelius kann durch die zahllosen Parallelwelten des "Multiversums" reisen, wo er teils bizarre Abenteuer erlebt. Im erzählerischen Multiversum Moorcocks taucht die Figur auch in anderen Schreibweisen und Inkarnationen auf, so als "Jherek Carnelian" in "Dancers at the End of Time" und als  Jhary-a-Conel in den Corum-Romanen; meist bleiben aber die Initialen "J. C." gleich. In Moorcocks Dr.-Who-Roman "The Coming of the Terraphiles" taucht ein Weltraumpirat namens "Captain Cornelius" auf; schon ab 1965 veröffentlichte der Autor Beiträge in dem damals von ihm herausgegebenen Magazin New Worlds, in dem auch die erste Jerry Cornelius-Geschichte ("Preliminary Data", Beginn des Romans "The Final Programme") veröffentlicht wurde, unter dem Pseudonym James Colvin.
Der erste Jerry-Cornelius-Roman The Final Programme (1968) wurde 1973 mit Jon Finch in der Hauptrolle verfilmt.
Moorcock ermutigte andere Autoren (wie zum Beispiel seinen Kollegen Norman Spinrad) sich der Figur frei zu bedienen. Unter anderem  erklärte er die freie Verfügbarkeit der Figur für andere Schriftsteller in dem renommierten SF-Magazin New Worlds. 1971 erschien eine Anthologie ("The Nature of the Catastrophe") mit Jerry-Cornelius-Stories von diversen Autoren.
Auch der französische Zeichner Moebius verwendete den Charakter in seinem experimentellen SF-Comic Die hermetische Garage des Jerry Cornelius (OT Le garage hermétique, 1979), dem zweiten Band um Major Grubert. Der Comicautor Bryan Talbot bediente sich der Figur des Jerry Cornelius und nahm ihn zur Vorlage für die Titelfigur seiner 1987 erschienenen Comicreihe The Adventures of Luther Arkwright.
Aufgrund des offenen Charakters der "Serie" und Moorcocks Tendenz, Jerry Cornelius und seine Schatten an den verschiedensten Stellen seines Multiversums auftauchen zu lassen, ist eine genaue Zuordnung der einzelnen Geschichten und Romane schwierig; normalerweise werden aber die vier Romane des "Cornelius-Quartetts" als das Rückgrat des Corneliusversums angesehen. Diese sind:
1. Miss Brunners letztes Programm (OT: „The Final Programme“) – ISBN 3-404-22034-X.
2. Das Cornelius-Rezept (OT: „A Cure for Cancer“) – ISBN 3-404-22036-6.
3. Ein Mord für England (OT: „The English Assassin“) – ISBN 3-404-22039-0.
4. Das Lachen des Harlekin (OT: „The Condition of Muzak“) – ISBN 3-404-22041-2.

Zusätzlich zu diesen vier Romanen sind auf Deutsch folgende Bände mit Novellas unter der Bezeichnung Die Jerry Cornelius Chroniken erschienen:
1. Entropie-Tango (OT: „Entropy Tango“ und „The Distant Suns“) – ISBN 3-404-22051-X.
2. Die Frage des Alchemisten in Der Opium-General (OT: „The Alchemist's Question“) – ISBN 3-404-24109-6.

## Trivia
- Das Lied „Needle Gun“ der Band Hawkwind wurde nach Jerry Cornelius’ bevorzugter Waffe benannt.
- Jerry Cornelius macht auch in Alan Moores „The League of Extraordinary Gentlemen“ einen Gastauftritt.
- Die Berliner Band „JC Quartett“ (2012/13) entschuldigte sich bei ihren Auftritten unweigerlich für die Abwesenheit des Sängers und Bandleaders, Jerry Cornelius.
- Das Lied „Entropy Tango“ der Band Spirits Burning basiert auf der gleichnamigen Novella; zudem hat Michael Moorcock bei der Aufnahme des Songs mitgewirkt.